# فیلیپه بوتینو
فیلیپه بوتینو (ایتالیایی: Filippo Bottino؛ ۹ دسامبر ۱۸۸۸ – ۱۸ اکتبر ۱۹۶۹) وزنه‌بردار اهل ایتالیا بود.
وی در مسابقات کشوری و بین‌المللی در مجموع برندهٔ ۱ مدال طلا شده‌است.